# Schiefe Schildblume
Die Schiefe Schildblume (Chelone obliqua), auch Miesmäulchen oder Schlangenkopf  genannt, ist eine Pflanzenart aus der Gattung der Schildblumen (Chelone) in der Familie der Wegerichgewächse (Plantaginaceae).

## Merkmale
Die Schiefe Schildblume ist eine ausdauernde, krautige Pflanze, die Wuchshöhen von 30 bis 90 Zentimeter erreicht. Die Blätter sind lanzettlich bis eiförmig und verschmälern sich in den kurzen Blattstiel. Die Blüten sind in dichten Ähren angeordnet. Die Krone ist 25 bis 30 Millimeter lang, rosapurpurn gefärbt und hat eine gelbe Gaumenbehaarung.
Die Blütezeit reicht von Juli bis September.
Die Chromosomenzahl beträgt 2n = 56 oder 84.

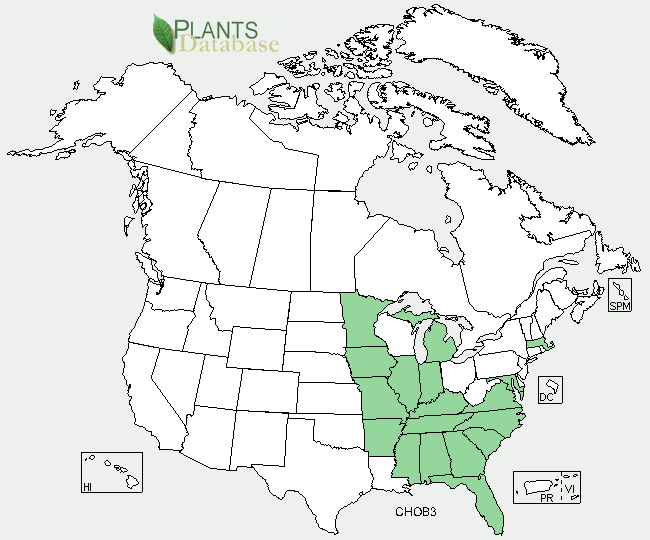
Verbreitung von Chelone obliqua

## Vorkommen
Die Schiefe Schildblume kommt im Osten der USA in feuchten Wäldern vor.

## Systematik
Man kann drei Varietäten unterscheiden:
- Chelone obliqua var. erwiniae Pennell & Wherry
- Chelone obliqua var. obliqua
- Chelone obliqua var. speciosa Pennell & Wherry.

## Nutzung
Die Schiefe Schildblume wird zerstreut als Zierpflanze für Naturgärten genutzt. Sie benötigt einen halbschattigen, feuchten Standort. Die Art ist seit spätestens 1752 in Kultur. Es gibt wenige Sorten.